# 乙酸铂(II)
乙酸铂(II)是一种紫色的配位化合物，化学式为Pt(CH3COO)2。它可由六羟基合铂酸钠溶于硝酸后与乙酸共热，经甲酸还原制得，但这种方法会有其它产物生成。乙酸银和二氯化铂的反应也可制备乙酸铂(II)。